# 牧之原市菊川市学校組合立牧之原小学校
牧之原市菊川市学校組合立牧之原小学校（まきのはらしきくがわしがっこうくみあいりつ まきのはらしょうがっこう）は、静岡県牧之原市東萩間にある公立小学校。設置者は牧之原市菊川市の2市からなる一部事務組合「牧之原市菊川市学校組合」（特別地方公共団体）である。

## 沿革
- 1908年（明治41年） - 「榛原郡勝間田村外一ヶ村小笠郡六郷村外二ヶ村学校組合」[1]を結成。
- 1941年（昭和16年） - 海軍用地買収により移転地起工式。「榛原郡勝間田村外一ヶ村小笠郡六郷村外二ヶ村学校組合立牧之原国民学校」と改称。
- 1947年（昭和22年）4月21日 - 「榛原郡勝間田村外一ヶ村小笠郡六郷村外二ヶ村学校組合立牧之原小学校」と改称。
- 1954年（昭和29年）1月1日 - 町村合併により「榛原郡勝間田村外一ヶ村小笠郡菊川町外二ヶ村学校組合立牧之原小学校」と改称
- 1955年（昭和30年）4月1日 - 町村合併により「榛原郡榛原町外一ヶ町小笠郡菊川町外一ヶ町学校組合立牧之原小学校」と改称
- 1957年（昭和32年）10月1日 - 町村合併、小笠町の学校組合離脱により「静岡県榛原郡相良町外一ヶ町小笠郡菊川町学校組合立牧之原小学校」と改称
- 1970年（昭和45年）4月12日 - 新校舎落成式
- 2005年（平成17年）
  - 1月17日 - 市町村合併により「相良町外一ヶ町菊川市学校組合立牧之原小学校」と改称
  - 10月11日 - 市町村合併により現校名に改称

## 著名な出身者
- 村松開人（プロ野球選手）

## 校区
- 牧之原市 
  - 大寄、西萩間、東萩間、牧之原、切山、勝田、嶋、布引原、静谷、白井の各一部[2]
- 菊川市
  - 倉沢（六本松）、牛渕（牧之原上）、小沢（牧之原上）、牧之原（牧之原下）の各一部[3]

## 進学先
- 牧之原市菊川市学校組合立牧之原中学校